# Герб Могилева-Подільського
Герб Могилева-Подільського — офіційний символ міста Могилів-Подільський. Сучасний герб затверджений Могилів-Подільською міською радою 12 травня 1995 року. Автори — Савчук Ю. К. та Мельник Г.

## Опис
На срібному полі на зеленому трипагорбі зелена виноградна лоза з п'ятьма синіми гронами. Щит обрамований декоративним картушем та увінчаний срібною міською короною з трьома вежками.

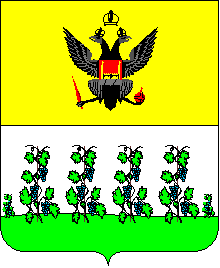
Герб за часів Російської Імперії
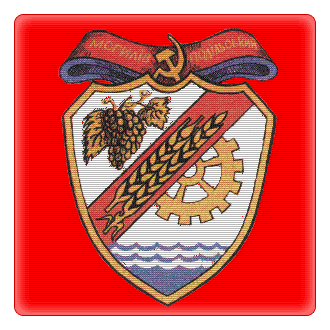
Герб за радянських часів